# Estación de Santa María
Santa María es un apeadero ferroviario situado en el municipio de Santa María del Camino, en Mallorca, España. Cuenta con parada de las tres líneas que gestiona Servicios Ferroviarios de Mallorca, T1 (Palma de Mallorca-Inca), T2 (Palma de Mallorca-La Puebla) y T3 (Palma de Mallorca-Manacor).

## Situación ferroviaria
La estación, que se encuentra a 129 metros de altitud, forma parte del trazado de la línea férrea de ancho métrico de Palma a Manacor, originalmente de Palma a Artá, punto kilométrico 14,421. El tramo es de vía doble y está electrificado a 1500 V en CC.
Históricamente, la estación perteneció también a la desmantelada línea de ancho de tres pies de Santa María a Felanich, punto kilométrico 0,0.

## Historia

### Primeros años

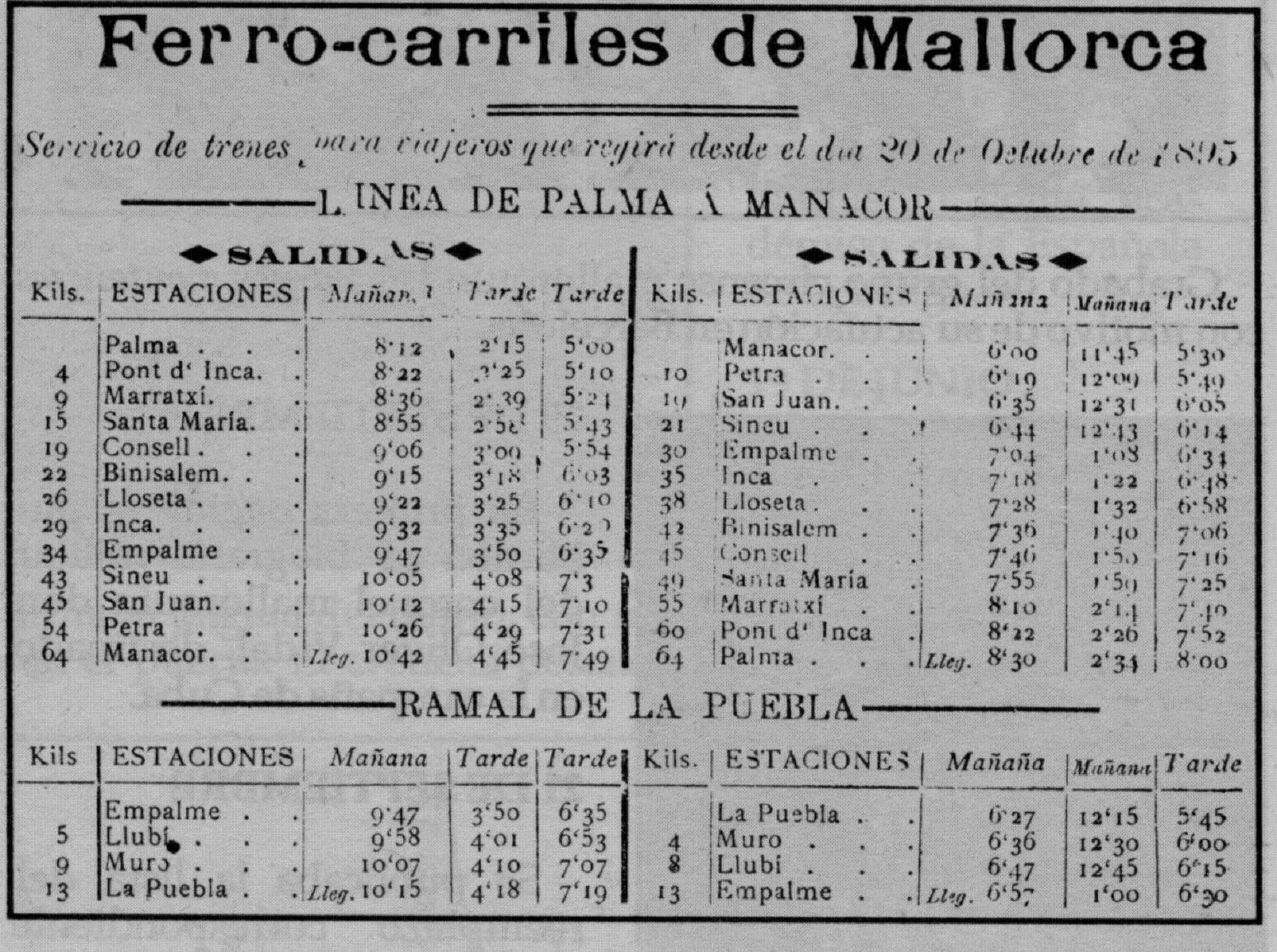
Horarios de 1895, donde aparece la estación de Santa María.

La estación fue inaugurada el 25 de febrero de 1875 con la puesta en marcha del tramo Palma de Mallorca – Inca de la actual línea Palma - Manacor. Su explotación inicial quedó a cargo de la Compañía de los Ferrocarriles de Mallorca quien también se hizo con la línea Inca - La Puebla en 1878 y con la totalidad de la red ferroviaria mallorquina a excepción del Ferrocarril de Sóller. Inicialmente el ancho de la vía era de tres pies (914 mm).
La línea a Felanich se abrió al tráfico ferroviario el 7 de septiembre de 1897, inaugurándose el 6 de octubre del mismo año, mediante un ramal de 42,79 km totalmente independiente del eje de Manacor. De esta estación nacía la línea Santa María-Felanich, que unía el centro y el sur de la isla y fue clausurada por FEVE en 1967. Todavía puede apreciarse la localización de la antigua vía y el puente por el que se dirigía hacia Santa Eugenia.
En 1922 se llegó a contemplar la electrificación del tramo entre Palma e Inca, pero el proyecto presentado no se llevó a cabo. El 5 de mayo de 1931 se completó la doble vía en ese mismo tramo. En 1941, al no ser la línea de ancho ibérico, la estación no fue nacionalizada y transferida a la recién creada RENFE, sino que pudo conservar su autonomía, al menos durante una década.

### Bajo EFE y FEVE
El 1 de agosto de 1951 las líneas de los Ferrocarriles de Mallorca se nacionalizan y pasan a ser gestionados por Explotación de Ferrocarriles por el Estado (EFE). En 1956 comenzaron a circular los primeros automotores Ferrostaal traídos de Alemania. Fueron cuatro unidades de un solo coche que estuvieron en servicio hasta que fueron destruidas por un incendio diez años más tarde. El patrimonio ferroviario de Ferrocarriles de Mallorca quedó incorporado definitivamente al estado en 1959. EFE inició un proceso de sustitución de la tracción vapor por diésel, que supuso la eliminación de la tracción a vapor, cuyo último servicio aconteció el 12 de diciembre de 1964.
Sin embargo, con la creación de FEVE la explotación quedó a cargo de nueva compañía estatal en 1964. El 20 de junio de 1977 fue clausurado el tramo Empalme-Manacor-Artá, debido a un accidente en un paso a nivel en Petra. El cierre, que iba a ser temporal, se convirtió en definitivo. Este hecho supuso que la estación perdiera la conexión con Artá y Manacor. El 28 de febrero de 1981 fue clausurado un segundo tramo, el de Inca a La Puebla por falta de rentabilidad. En 1985 se completó la conversión del trazado de ancho de tres pies a ancho métrico, tras varios años de obras.

### Bajo SFM
El 31 de marzo de 1994 la gestión de FEVE se traspasa al gobierno balear, por medio de los Serveis Ferroviaris de Mallorca (SFM) fundados el 14 de enero de ese mismo año, que explota un total de 77 kilómetros de vías en ancho métrico.
En 1998 el Gobierno de las Islas Baleares inició las obras de reapertura de la línea de tren de Inca a La Puebla, recuperando el enlace el 27 de diciembre de 2000. 
El 11 de mayo de 2003 se recuperó el servicio ferroviario hasta Manacor. El 16 de febrero de 2012 se inauguró la electrificación de la línea. Finalmente, el 24 de febrero de 2012 se concluyeron las obras de electrificación entre Palma y Empalme, dando paso a unidades eléctricas de la serie 81 de SFM para cubrir este trayecto, realizándose en Empalme los necesarios trasbordos a unidades diésel de la serie 61 hasta La Puebla y Manacor, hasta la completa electrificación de la red el 8 de enero de 2019.

## La estación
Pertenece a las estaciones originales de la línea. En la estación se erigió un edificio de viajeros de 8,50 por 16 metros, más un almacén y muelle descubierto para uso de mercancías. Debido a su carácter de antiguo nudo ferroviario, dispuso para el ramal a Felanich de tres vías, con una plataforma giratoria para invertir la marcha a las locomotoras de vapor circulaban por el ramal. Cerca de la plataforma había una aguada, pudiendo tomar agua tanto desde ésta como desde el andén con una columna hidráulica, si el tren partía hacia Inca.
El ramal a Felanich, inaugurado el año 1897, enlazaba las localidades de Santa Eugenia, Algaida, Montuiri, Porreras y finalmente Felanich. Antes de llegar a Felanich el ferrocarril paraba en Canteras, una pequeña estación que servía a unas importantes canteras de marés de la zona, utilizadas en la construcción de todas las estaciones de la red mallorquina. En 1967 esta línea fue clausurada.
El edificio de viajeros es robusta construcción, con las características propias de este tipo de estaciones, con paredes de piedra de la zona. Además de estación y sala de espera, en su planta superior acogía la vivienda del jefe de la estación. Una vez cerrado el edificio de viajeros en 1967, se mantuvo abierta la sala de espera adecuada como bar hasta la década de los noventa, lo que no evitó la progresiva degradación del inmueble. Tras la rehabilitación y cesión al municipio para desarrollar actividades de interés social, se optó por crear un centro juvenil. Dispone de zona de juegos y sala de estudio, así como consultas de internet. Se llevan a cabo actividades puntuales a lo largo del año como talleres, excursiones y acampadas.
La estación actual ha disminuido su playa de vías y actualmente sólo dispone de las dos generales, con andenes laterales dotados de marquesina de obra estandarizadas y enlazadas a través de un paso a nivel. El edificio de viajeros se sitúa a la derecha de las vías, en kilometraje ascendente, desligado de usos ferroviarios. A la salida de la estación hay una vía finalizada en toperas a la izquierda de las vías generales, conectada en dirección Inca.

## Servicios ferroviarios
La estación forma parte de las líneas de la red de Servicios Ferroviarios de Mallorca (SFM). El servicio se presta con trenes eléctricos de la serie 81 de SFM, fabricados por CAF.
El horario de frecuencias de la estación puede consultarse en la siguiente página. En general, hay una frecuencia mínima de diez minutos hacia Palma en laborables y hasta de treinta minutos hacia Palma en sábados y festivos. Los tiempos de paso aumentan en las conexiones con La Puebla y Manacor, pudiendo llegar en algún momento a ser superior a la hora. Algunos de los servicios, especialmente de la T2, no efectúan paradas intermedias entre Marrachí y Palma. Estos trenes se conocen como Inca Express y acortan tiempos de viaje. Este servicio se presta con unidades eléctricas de piso bajo de la serie 91 de SFM.
| procedencia/destino | < estación | Línea      | estación >      | destino/procedencia |
| ------------------- | ---------- | ---------- | --------------- | ------------------- |
| Palma de Mallorca   | Es Caülls  | [ nota 2 ] | Consell - Alaró | Inca                |
| Palma de Mallorca   | Es Caülls  |            | Consell - Alaró | La Puebla           |
| Palma de Mallorca   | Es Caülls  |            | Consell - Alaró | Manacor             |